# 666 (liczba)
666 (sześćset sześćdziesiąt sześć) – liczba naturalna następująca po 665 i poprzedzająca 667.

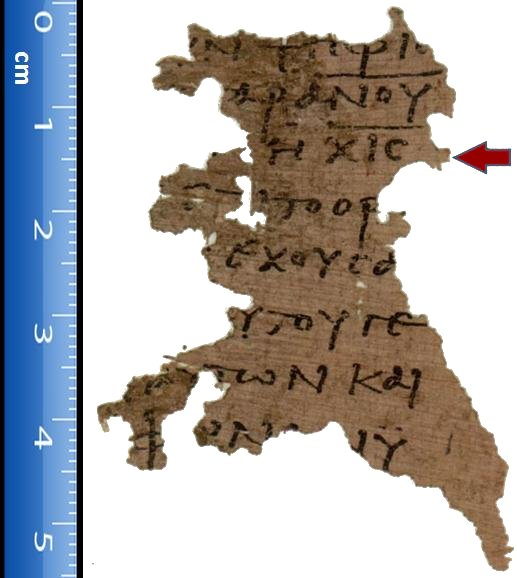
Liczba Bestii na papirusie 115

## W matematyce
Własności teorioliczbowe:
- 666 jest liczbą Nivena (dzieli się przez sumę swoich cyfr)[1]
- 666 jest trzydziestą szóstą liczbą trójkątną[2]
- 666 jest liczbą praktyczną[3]
- 666 jest liczbą Smitha[4]
- {\displaystyle \phi (666)=6\times 6\times 6,} gdzie φ to funkcja Eulera[5].
- {\displaystyle \phi =-2\times \sin(666^{\circ })=-2\times \cos(6^{3}),} gdzie φ to złoty podział[5].
- {\displaystyle \tau (666)=-M(666)}

Własności arytmetyczne i związane z zapisem:
- 666 jest sumą kwadratów pierwszych siedmiu liczb pierwszych (22 + 32 + 52 + 72 + 112 + 132 + 172)
- 666 jest sumą pierwszych trzydziestu sześciu liczb naturalnych {\displaystyle (\sum _{i=1}^{36}i)}
- 666 w rzymskim systemie zapisywania liczb składa się z każdej cyfry poniżej 1000 w kolejności malejącej (D = 500, C = 100, L = 50, X = 10, V = 5, I = 1)
- 666 jest palindromem liczbowym, czyli może być czytana w obu kierunkach, w pozycyjnym systemie liczbowym o bazie 4 (221122), bazie 10 (666) oraz bazie 13 (3C3)
- {\displaystyle 666=1^{6}-2^{6}+3^{6}}

## W nauce
- galaktyka NGC 666
- planetoida (666) Desdemona

## W kalendarzu
Zobacz co wydarzyło się w roku 666, oraz w roku 666 p.n.e.

## W Biblii
Patrz: Liczba Bestii
„Tu jest [potrzebna] mądrość. Kto ma rozum, niech liczbę Bestii przeliczy: liczba to bowiem człowieka. A liczba jego: sześćset sześćdziesiąt sześć. (Ap 13, 18)”
Liczba 666 jest liczbą pierwszej z Bestii z 13 rozdziału Apokalipsy św. Jana i jest utożsamiana z Antychrystem.